# Liste der Baudenkmale in Pakaraka
Die Liste der Baudenkmale in Pakaraka umfasst alle vom New Zealand Historic Places Trust (NZHPT) als „Historic Place“ oder „Historic Area“ eingestuften Baudenkmale und Flächendenkmale der neuseeländischen Ortschaft Pakaraka. Die Angaben stammen aus dem Register des NZHPT. Die Bezeichnungen der Baudenkmale orientieren sich an diesem Register. In die Liste werden auch bekannte Wahi Tapu (Area), kulturell und religiös bedeutsame Stätten und Gebiete der Māori, aufgenommen. Sie werden jedoch meist nicht publiziert.

| Bild                | Bezeichnung              | Ort      | Anschrift                       | Beschreibung | Bauzeit   | Eintrag           | Nummer | Kat. |
| ------------------- | ------------------------ | -------- | ------------------------------- | ------------ | --------- | ----------------- | ------ | ---- |
| Holy Trinity Church | Holy Trinity Church      | Pakaraka | 6885 State Highway 1 Karte      | Kirche       | 1873      | 22. November 1984 | 0065   | 1    |
| BW                  | The Retreat              | Pakaraka | 6882 State Highway 1 Karte      | Wohnhaus     | 1850–1852 | 15. Februar 1990  | 0070   | 1    |
| BW                  | Pouerua                  | Pakaraka | Ludbrook Road Karte             | ehem. Pā     | n.a.      | 2. Juni 1994      | 6711   | 1    |
| BW                  | Store                    | Pakaraka | 22 Ludbrook Road Karte          | Laden        | n.a.      | 25. November 1982 | 0419   | 2    |
| BW                  | Pouerua Homestead        | Pakaraka | 88 Ludbrook Road Karte          | Wohnhaus     | 1870      | 25. November 1982 | 2569   | 2    |
| BW                  | Ngaheia Homestead        | Pakaraka | State Highway 1 Karte (ungenau) | Wohnhaus     | 1866      | 6. September 1984 | 3843   | 2    |
| BW                  | Store/Stable, 'Ludbrook' | Pakaraka | Ludbrook Road Karte (ungenau)   | Laden, Stall | 1850      | 6. September 1984 | 3846   | 2    |
| BW                  | Waiaruhe Woolshed        | Pakaraka | 7135 State Highway 1 Karte      | Wollschuppen | n.a.      | 6. September 1984 | 3848   | 2    |